# (766) Moguntia
(766) Moguntia est un astéroïde de la ceinture principale.

## Caractéristiques
Il a été découvert le 29 septembre 1913 par l'astronome allemand Franz Kaiser depuis l'observatoire d'Heidelberg. Sa désignation provisoire était 1913 SW.
Moguntia est le nom latin de Mayence.
Les calculs d'après les observations de l'IRAS lui accordent un diamètre d'environ 31 kilomètres.